# جک فیبری
جک فیبری (انگلیسی: Jack Feebery; ۱۰ مهٔ ۱۸۸۸ – 1960 (aged 71)) بازیکن فوتبال بود.
از باشگاه‌هایی که در آن بازی کرده‌است می‌توان به باشگاه فوتبال بولتون واندررز اشاره کرد.